# 柏尾山経塚
柏尾山経塚（かしおさんきょうづか）は、山梨県甲州市勝沼町勝沼柏尾白山平にある遺跡。平安時代末期の経塚群。白山平経塚、柏尾白山平経塚。
座標: 北緯35度39分20.8秒 東経138度44分54.0秒 / 北緯35.655778度 東経138.748333度

## 立地と地理的・歴史的景観

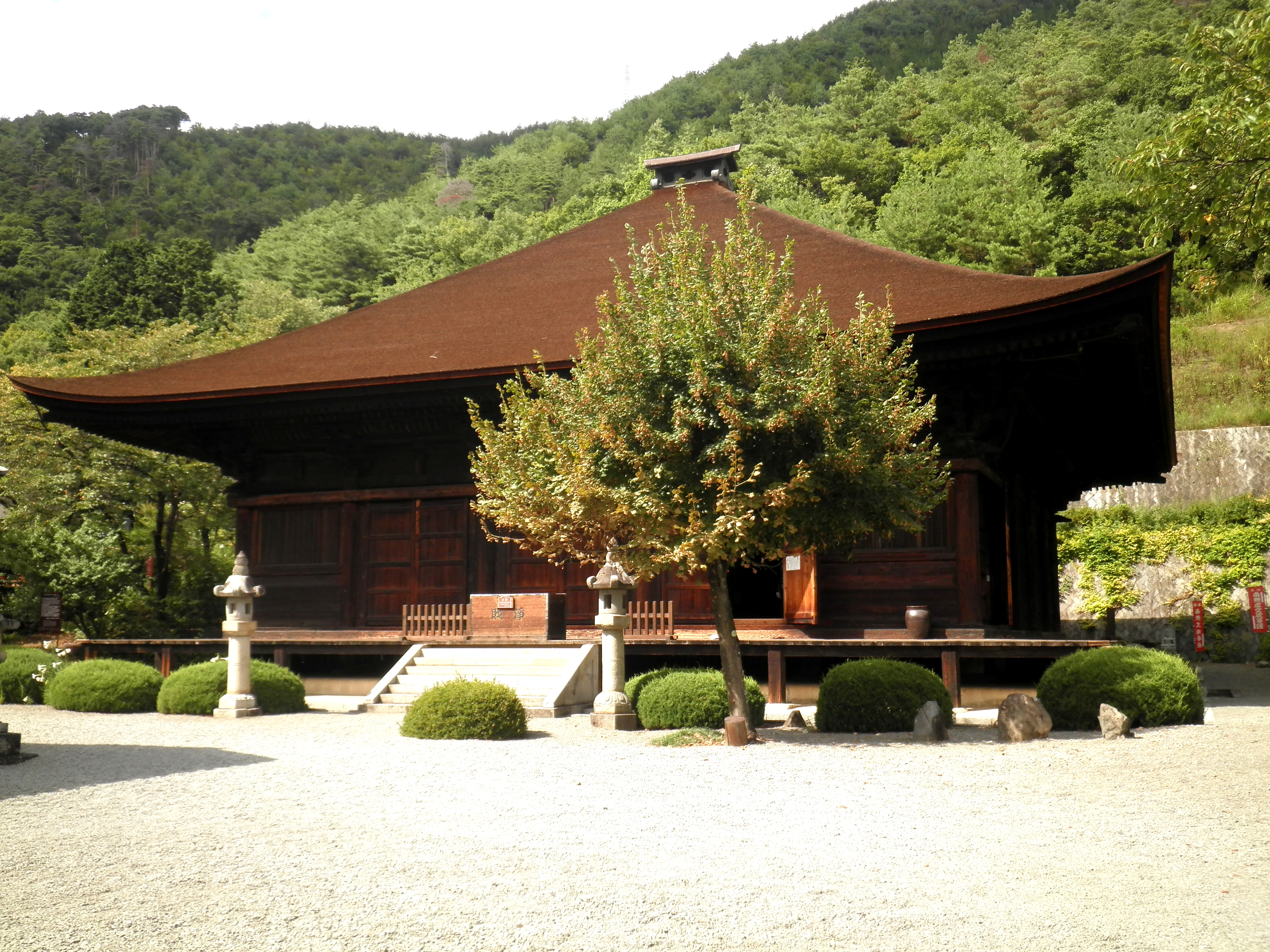
大善寺本堂

甲府盆地東部に位置する。西には古代の在庁官人・三枝氏の氏寺である大善寺が所在している。標高620メートルの柏尾山山頂の「白山平」に立地する。盆地を一望できる立地で、古くから霊地と位置付けられていた。

## 発掘調査と検出遺構・出土遺物
1962年（昭和37年）に東京電力柏尾発電所の導水管埋設工事中に発見される。郷土史家の上野晴朗による現地調査が行われ、南北に1メートル程度の間隔で6基の経塚が並ぶことが確認された。
経塚は地表70センチメートル下に土坑があり、自然石による小石室を成している。1号経塚からは刀身1点が出土し、2号経塚から康和5年（1103年）4月22日在銘の経筒1点、陶製外容器1点、小玉25点、経軸残欠8点が発見された。3号経塚も確認されているが、出土遺物は見られず、6号経塚からは銅製経筒2点が出土している。
ほか、納入品として鉄製刀剣1、木製の経軸残欠8、陶製外容器1、ガラス製・木製の玉類25、銅製経筒2、経巻残欠1などの経塚遺物が確認されている。
ガラス玉は東京国立博物館に16点が収蔵されているが、出土時には24点あったという。山梨県立博物館には、失われた8点のひとつであると考えられるガラス小玉1点が収蔵されている。
2015年には甲州市大和町の個人宅から副納品の一部と見られる経軸1本、ガラス玉1個、木製数珠玉2個、石室の蓋として用いられた石材、防腐剤として用いられた炭の一部が発見された。ガラス玉は発見時の24点のうちの一部と見られているが、木製数珠玉は発見時に1個が報告されており、記録に見られない発見として注目されている。

## 康和5年在銘経筒と経塚造営の背景

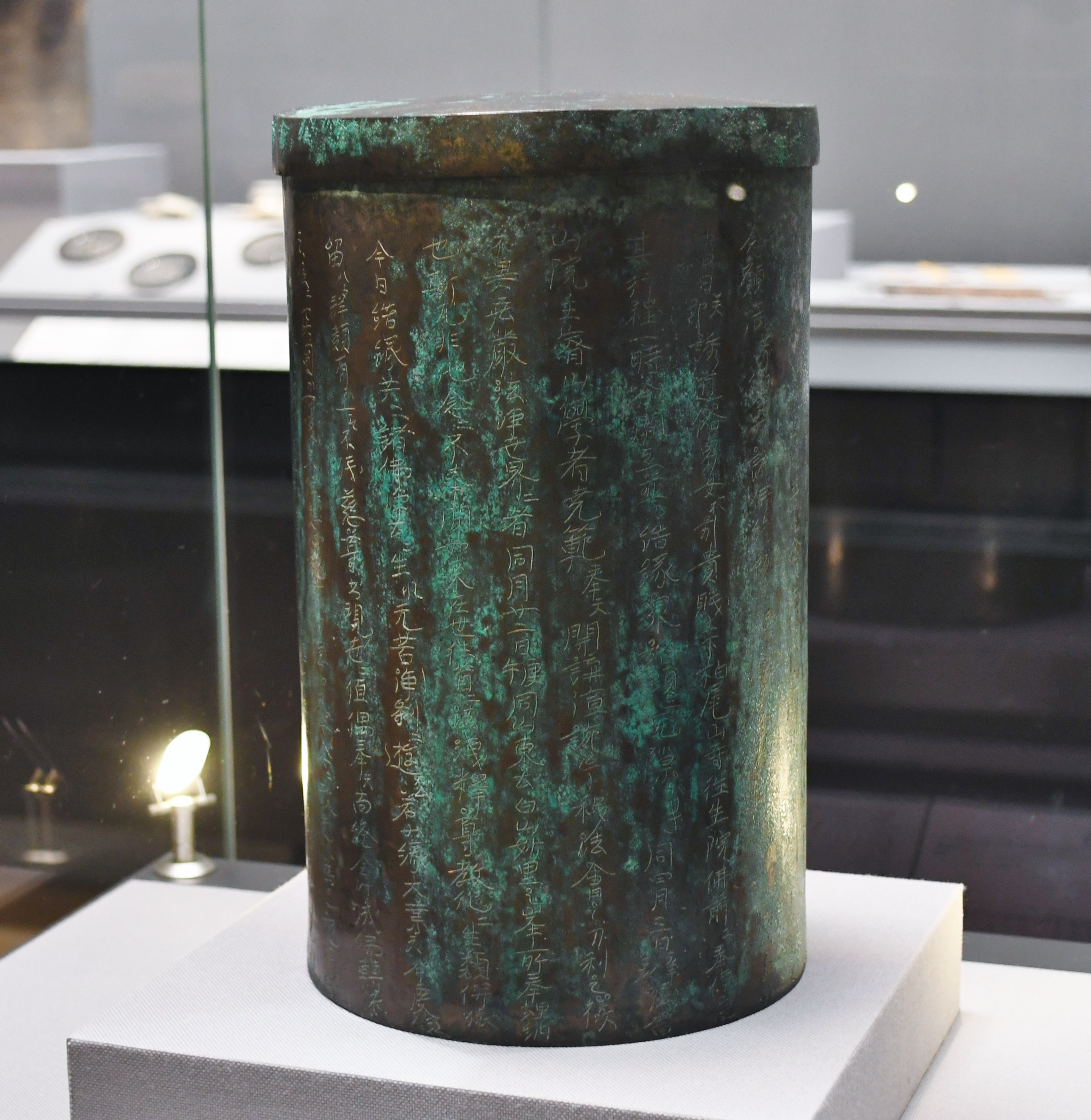
経筒（国の重要文化財）
東京国立博物館展示。

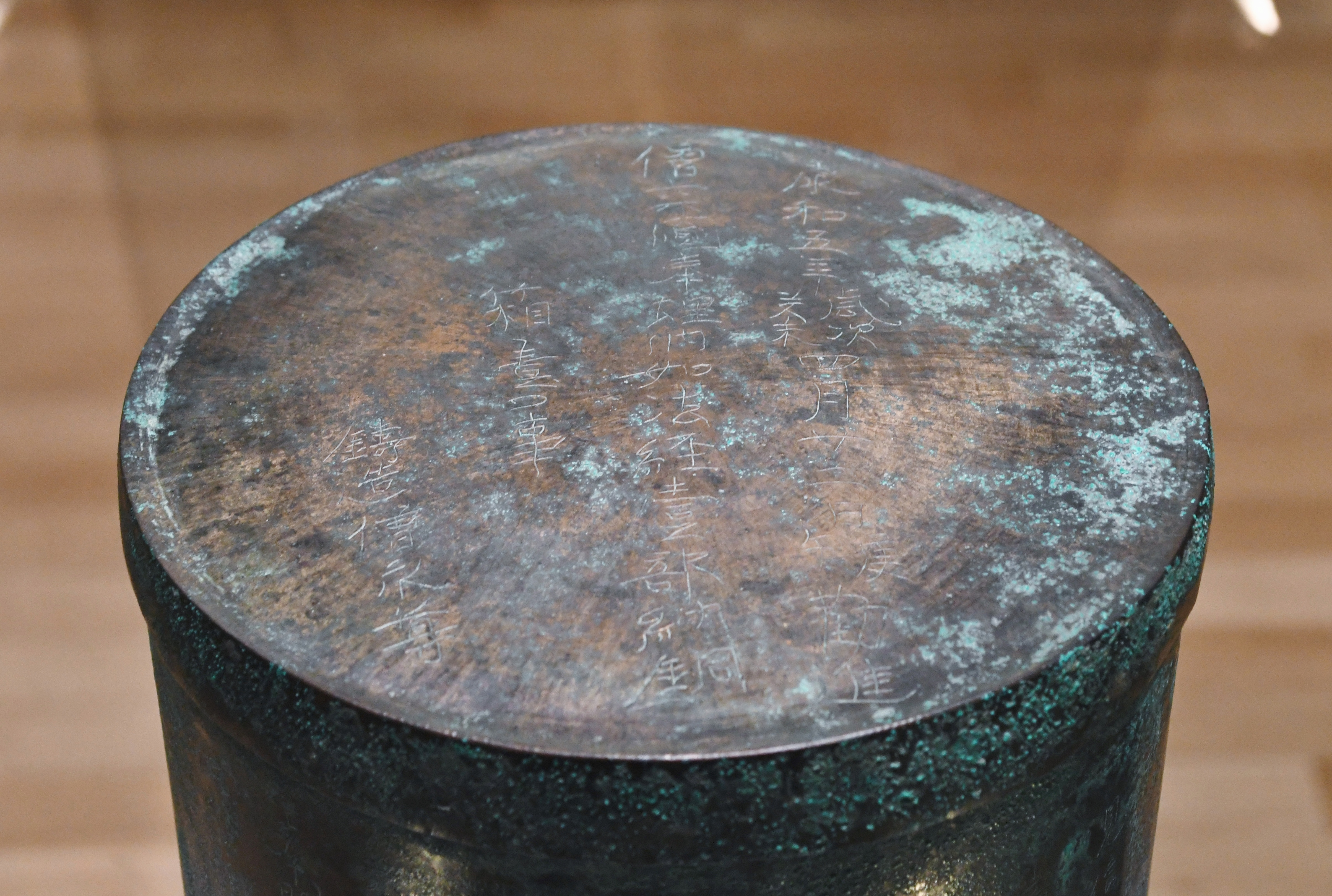
蓋の康和五年銘

出土遺物のうち、康和5年の経筒は東日本において最古の年記を持つ経塚遺物である点が注目された。日本列島における経塚の造影は、藤原道長が寛弘4年（1007年）に造営した金峰山経塚造営をはじめ、西国を中心に平安時代中期から行われているが、康和5年は東日本最古級の記年であり、国の重要文化財に指定され東京国立博物館に所蔵されている。また、山梨県立博物館においてはレプリカが常設展示されている。
康和5年在銘経筒は円筒形で、高さ29センチメートル、身口径17.5センチメートル。被蓋式の大型銅製経筒。銘文は和漢混淆文で蓋部分に4行39字、筒身の本文が23行744字、別記4行の計783文字が鏨（たがね）により彫られている。銘文作者は紀忠末、筆者は文屋重行、鋳造は僧永尊。内容は発願から写経、埋納までの一連の経緯で、関係人物や地名などが詳細に記されている。銘文の全文は、『山梨県史』資料編に収録されている。
銘文に拠れば、康和2年（1100年）に山城国乙国郡石上村生まれの僧・寂円は63歳にして出家し、諸国を遊行する。寂円は「甲斐国山東郡内牧山村の米沢寺」の千手観音の宝前に篭居し、弥勒信仰に基づく勝因祈願のため経塚造営を発願する。寂円は3年の歳月かけて法華経8巻を写経し、康和5年3月24日に比叡山学僧で柏尾山寺往生院院主の堯範に奉じ、4月22日に「白山妙里之峯」において埋納を行った。
銘文に記される地名のうち「米沢寺」は山梨市牧丘町杣口に所在する雲峰寺の前身にあたり、写経が行われた「米沢寺」は山梨市牧丘町杣口に所在する米沢山雲峰寺の前身寺院にあたり、同地の杣口金桜神社奥社地遺跡に所在していた可能性が考えられている。高山寺本『和名類聚抄』によれば10世紀前半頃の甲斐国山梨郡は笛吹川・重川を境に東西に分割され、「米沢寺」の所在地を示す「山東郡内牧山村」は山梨東郡加美郷にあたる。
「柏尾山寺」は三枝氏によって創建された甲州市勝沼町に所在する大善寺を指し、浄土思想の影響を受けて往生院が設けられた。『甲斐国志』によれば、往生院は江戸時代の文化年間には既に廃寺となっていたという。往生院院主の堯範は天台宗・比叡山と関わりのあった点も注目される
寂円の書写期間の長さから、楮を栽培して紙の製造から行っていたとも考えられている。また、関係人物には甲斐国司・藤原基清や三枝守定・守継・守清など在庁官人の三枝氏の名も見られる。
銘文の内容から、経塚造営のほか寂円のような遍歴僧や天台宗勢力の活動、柏尾山寺の大檀那であったと考えられている古代豪族の信仰など、古代甲斐国についての多くのことを伝えている。